# Broniszowice (Opole)
Pour les articles homonymes, voir Broniszowice.
Broniszowice est une localité polonaise de la voïvodie d'Opole et du powiat de Nysa.